# Panhard Dyna Z
Panhard Dyna Z — французский переднеприводной автомобиль среднего класса, выпускался фирмой Panhard et Levassor с 1954 по 1959 год. С 1959 по 1965 год выпускалась модернизированная версия PL17.

## Разработка

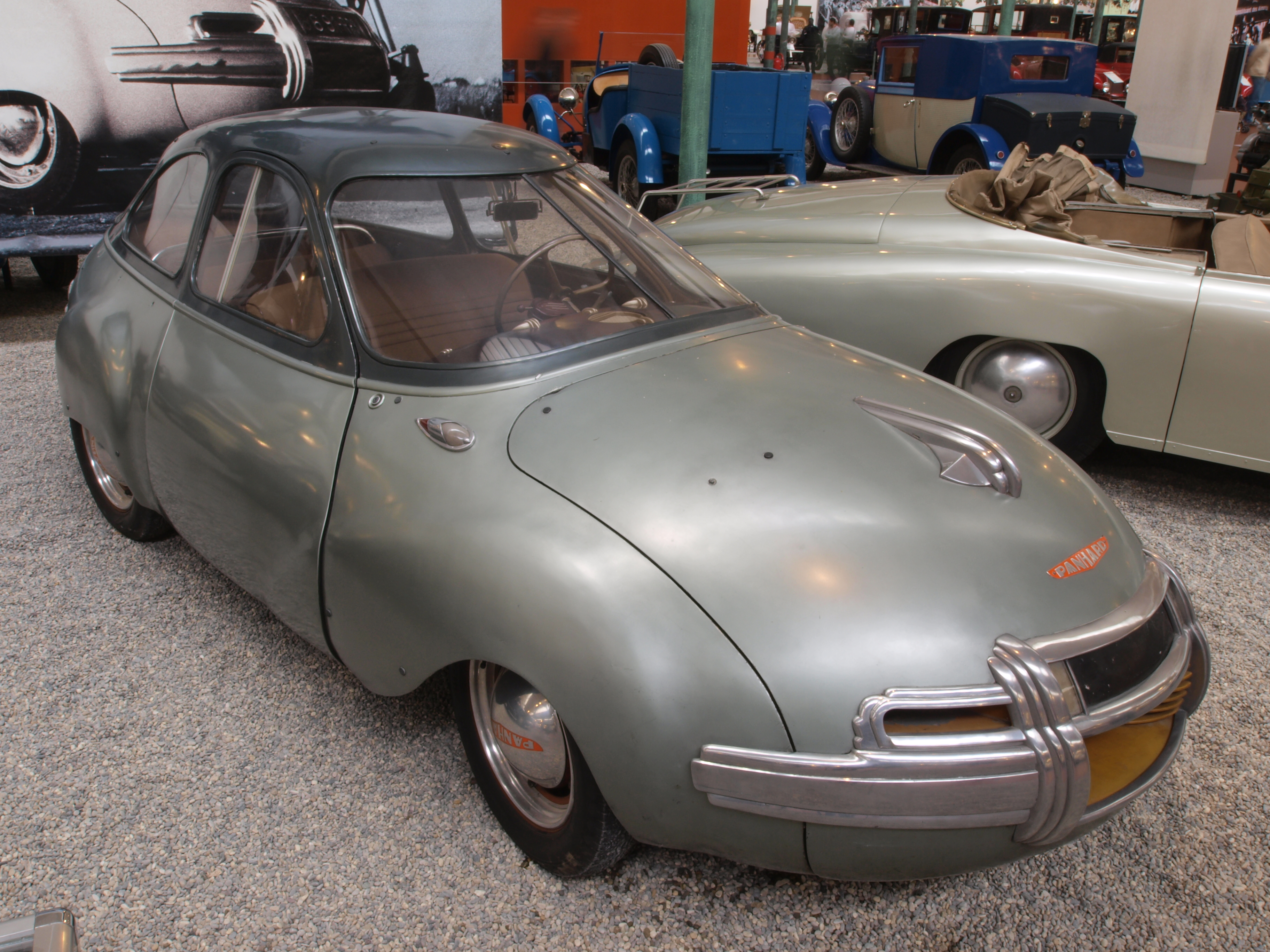
Panhard Dynavia.

Прообразом Dyna Z стал концепт-кар Panhard Dynavia 1948 года.
Работы над проектом VVL (Voiture Large et Légère — «большой лёгкий автомобиль») начались в 1950 году. Согласно техническому заданию, автомобиль должен был сочетать просторный шестиместный кузов и приемлемые динамические качества с минимальными массой и расходом топлива. Достичь столь противоречивого сочетания характеристик планировалось за счёт широкого использования в его конструкции алюминия, цены на который после Второй мировой войны были очень низкими, а также применения на модели среднего класса ряда конструктивных решений, характерных ранее лишь для малолитражных автомобилей фирмы (привод на передние колёса, воздушное охлаждение двигателя, торсионная подвеска, упрощённая отделка салона).

## Производство
Премьера автомобиля состоялась 17 июня 1953 года в парижском ресторане Les Ambassadeurs. Автомобильные критики были в восторге от передовых технических решений, однако машину долго преследовали существенные проблемы с качеством изготовления и надёжностью, в чём отчасти была повинна именно предельно облегчённая конструкция кузова и многих агрегатов.

## Особенности конструкции
Кузов автомобиля имел стальное несущее основание, состоящее из двух порогов, объединённых друг с другом поперечинами и гофрированной панелью пола, к которому в оконечностях присоединялись трубчатые подрамники, несущие силовой агрегат и подвески. Остальной кузов практически не участвовал в воспринятии нагрузок, что позволило на автомобилях первой производственной серии (Dyna Type Z1) выполнить многие его части из алюминий-магниевого сплава Duralinox, который, как и все сплавы Al — Mg, отличался хорошими штамповочными свойствами, легко сваривался и имел высокую стойкость к атмосферной коррозии. Это позволило значительно снизить массу автомобиля — примерно на 30 % по сравнению с аналогичными моделями, имевшими стальные кузова, а также понизить центр тяжести. Многие части кузова имели необычную конструкцию — так, капот был объединён с передними крыльями, а передние двери открывались против хода движения автомобиля («двери бабочкой»), причём дверные петли были наружными, скрытыми декоративными молдингами боковины. Бампера и другие декоративные детали были выполнены из алюминия и зеркально отполированы, в процессе эксплуатации они мутнели, но полировка легко возвращала им исходный блеск. В центре заменяющей решётку радиатора вставки переднего бампера располагалась единственная противотуманная фара со стеклом жёлтого цвета.
С лета 1954 года многочисленные дефекты кузова, отмеченные в процессе эксплуатации (в первую очередь проблемы с прочностью и электрохимической коррозией алюминия в присутствии стали), а также значительный рост цен на алюминий вынудили фирму при выпуске второй производственной серии автомобилей (Dyna Type Z2) начать постепенный переход на сталь. Z2 потяжелел примерно на 150 кг, что даже потребовало внесения изменений в конструкцию передней подвески и применения более жёстких амортизаторов. К 1958 году из алюминия изготавливались только бампера, топливный бак и картеры силового агрегата. Тем не менее, благодаря небольшой толщине стального листа (чего позволяла достичь конструкция кузова с несущим основанием) автомобиль оставался достаточно лёгким и сохранил не выдающиеся, но конкурентоспособные для своего времени и целевого рынка динамические качества.
Двигатель также отличался целым рядом неортодоксальных технических решений. Он был оппозитным двухцилиндровым, воздушного охлаждения, с клапанным механизмом OHV. Блок — алюминиевый с запрессованными в него стальными гильзами. Коленчатый вал вращался в роликовых подшипниках. Шестерни распределительного вала — с шевронным зацеплением. Штанги толкателей — полые алюминиевые. Клапанные пружины — не витые цилиндрические, а торсионные, вращающиеся в роликовых подшипниках. Охлаждение принудительное, вентилятором с приводом от коленвала, прогоняющим воздух через алюминиевый кожух двигателя. Двигатель отличался высоким уровнем шума и низкой надёжностью, став явным слабым местом автомобиля.
Расположение силового агрегата — продольное, с двигателем целиком в переднем свесе, за пределами колёсной базы. Коробка передач — механическая четырёхступенчатая, рычаг переключения на рулевой колонке. Привод на передние колёса через двойные карданные шарниры, играющие роль шарниров равных угловых скоростей.
Шасси отличалось простотой и лаконичностью. Передняя подвеска — на двух поперечных рессорах, шкворневая. Задняя — продольно-рычажная торсионная. Рулевой механизм — реечный. Тормоза — барабанные с гидравлическим приводом. Колёса — облегчённые бездисковой конструкции (как на «Запорожце»), размерностью 15 дюймов.

## Продажи
Испытывая в послевоенные годы значительные проблемы в связи с резким сужением традиционного рынка сбыта своей продукции — дорогих автомобилей высшего класса, фирма Panhard-Levassor сделала попытку закрепиться в секторе автомобилей малого и среднего литража, привнеся в него свой нетрадиционный подход и пионерские технические решения, применение которых, однако, не всегда оказывалось к месту. Именно таким образом можно охарактеризовать и модель Dyna Z. Несмотря на то, что в своём классе и ценовом диапазоне этот автомобиль представлял собой уникальное предложение, популярность его оказалась намного ниже, чем у большинства моделей-конкурентов. Например, выпуск близкой по размерности модели Peugeot 203 достиг уровня в 700 тыс. экземпляров — против лишь 140 тыс. у Dyna Z обеих серий. Кроме того, сделав ставку на широкое применение алюминия как одну из главных отличительных особенностей модели, фирма Panhard не учла динамики цен на рынке этого материала — если в первые послевоенные годы из-за резкого уменьшения выпуска боевых самолётов цены на алюминий были очень низки, то уже через 10 лет их уровень значительно возрос, сделав выпуск автомобиля с алюминиевым кузовом нерентабельным.
Сложная финансовая ситуация «Панара» вынудила его вступить в финансовое соглашение с крупным автомобильным концерном Citroën, подписанное в апреле 1955 года. Впоследствии Citroën и его дочерняя компания Michelin постепенно выкупали всё большую долю активов «Панара», пока в 1965 году не стали его единственными владельцами. Тем не менее, руководство «Ситроена» достаточно высоко оценило оригинальную модель, которая удачно заполнила вакантное место ровно посередине модельного ряда «Ситроена» — между сверхдешёвым Citroën 2CV и дорогим престижным Citroën DS. Поэтому производство Panhard Dyna Z и его модернизированного варианта PL17 продолжилось.

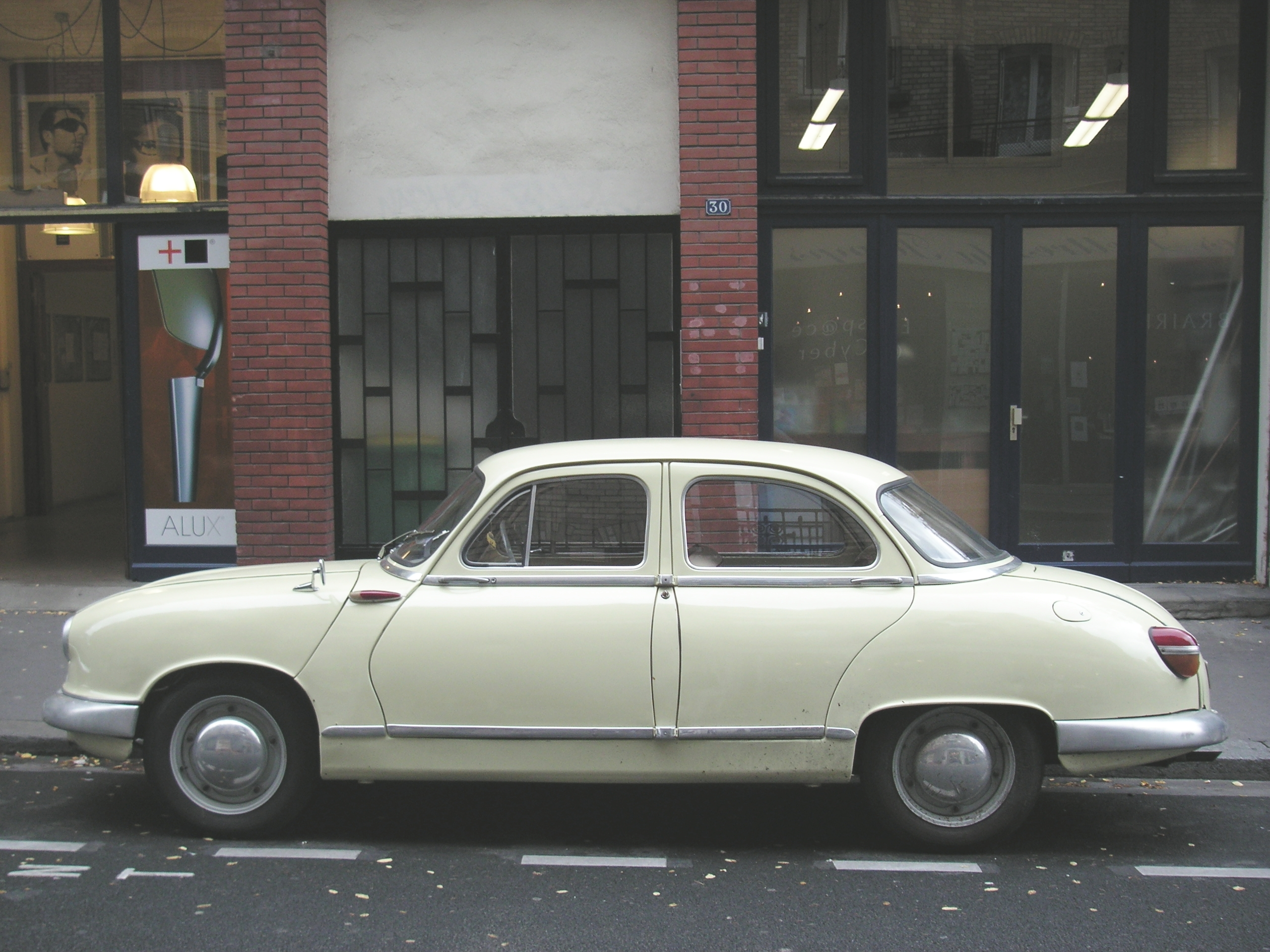
Вид сбоку.
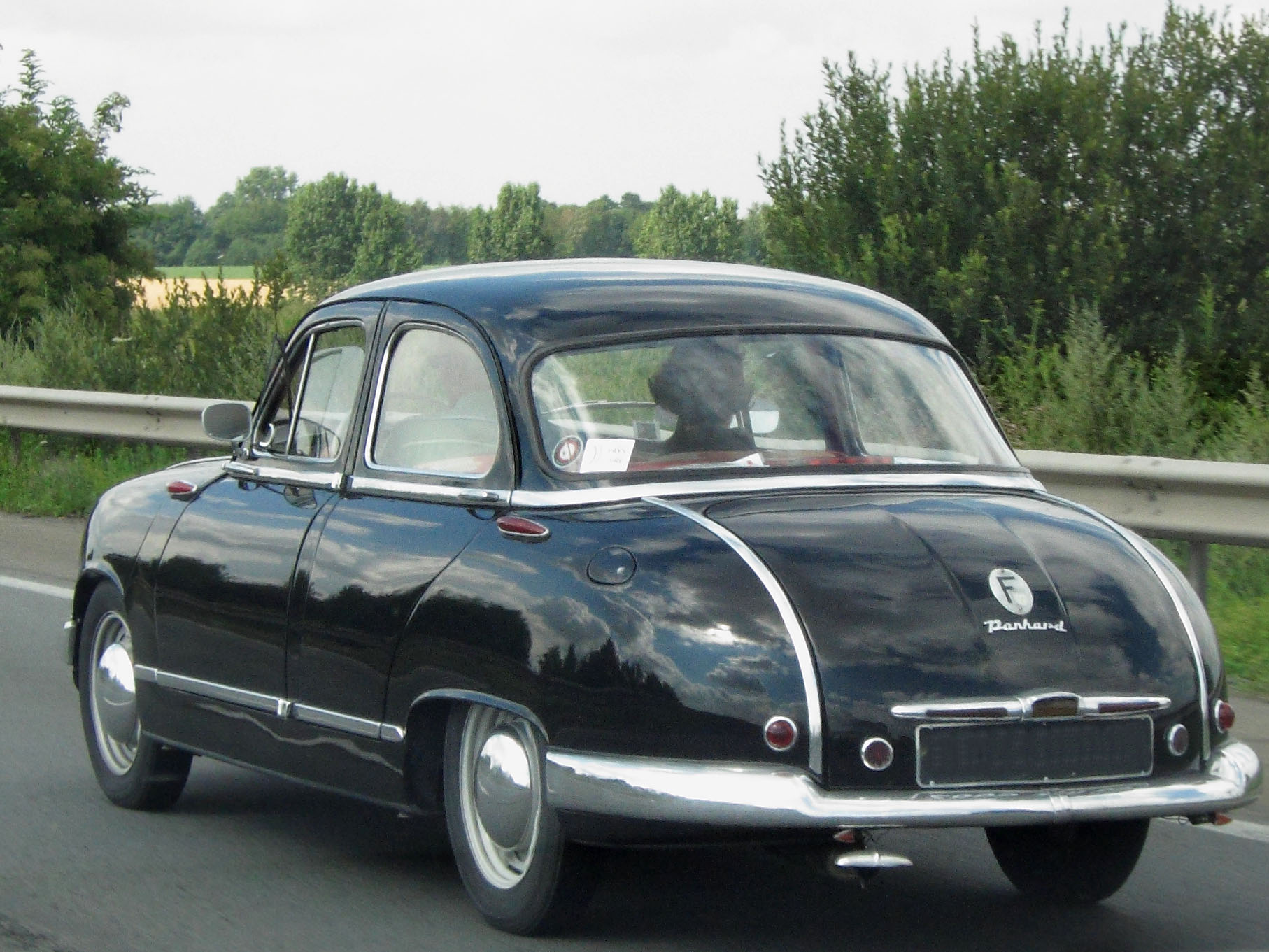
Вид сзади.
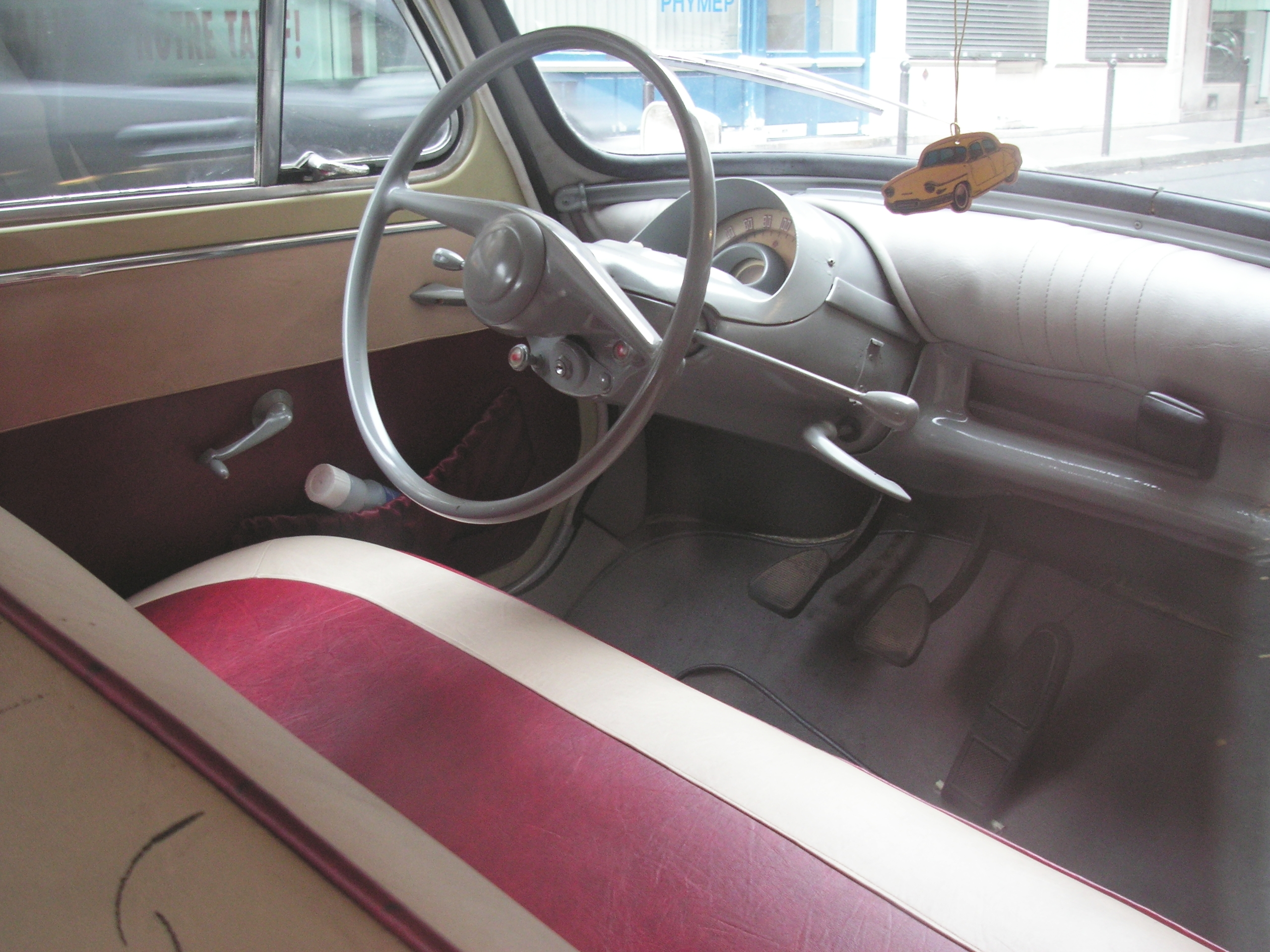
Салон.
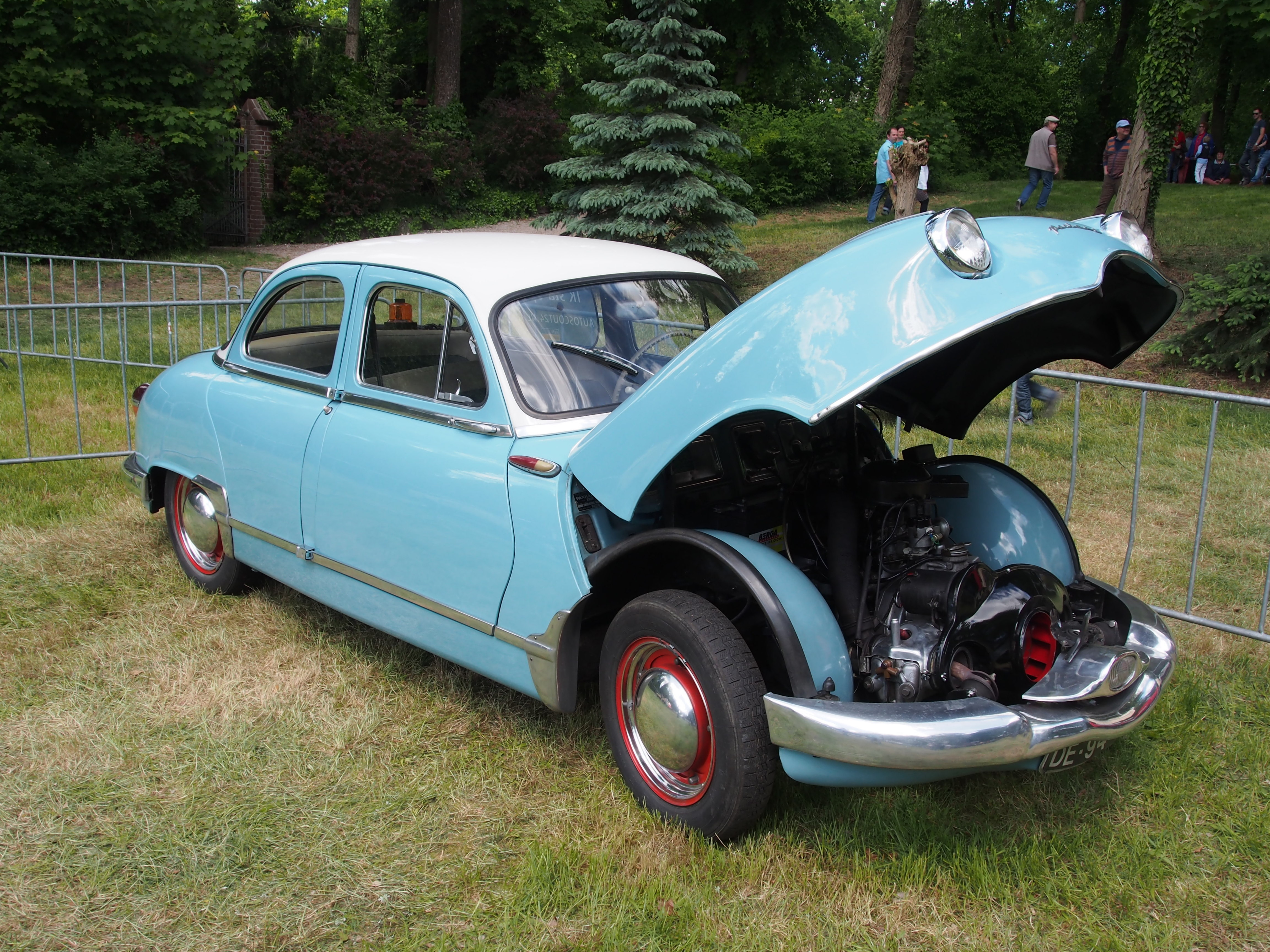
С открытым капотом.
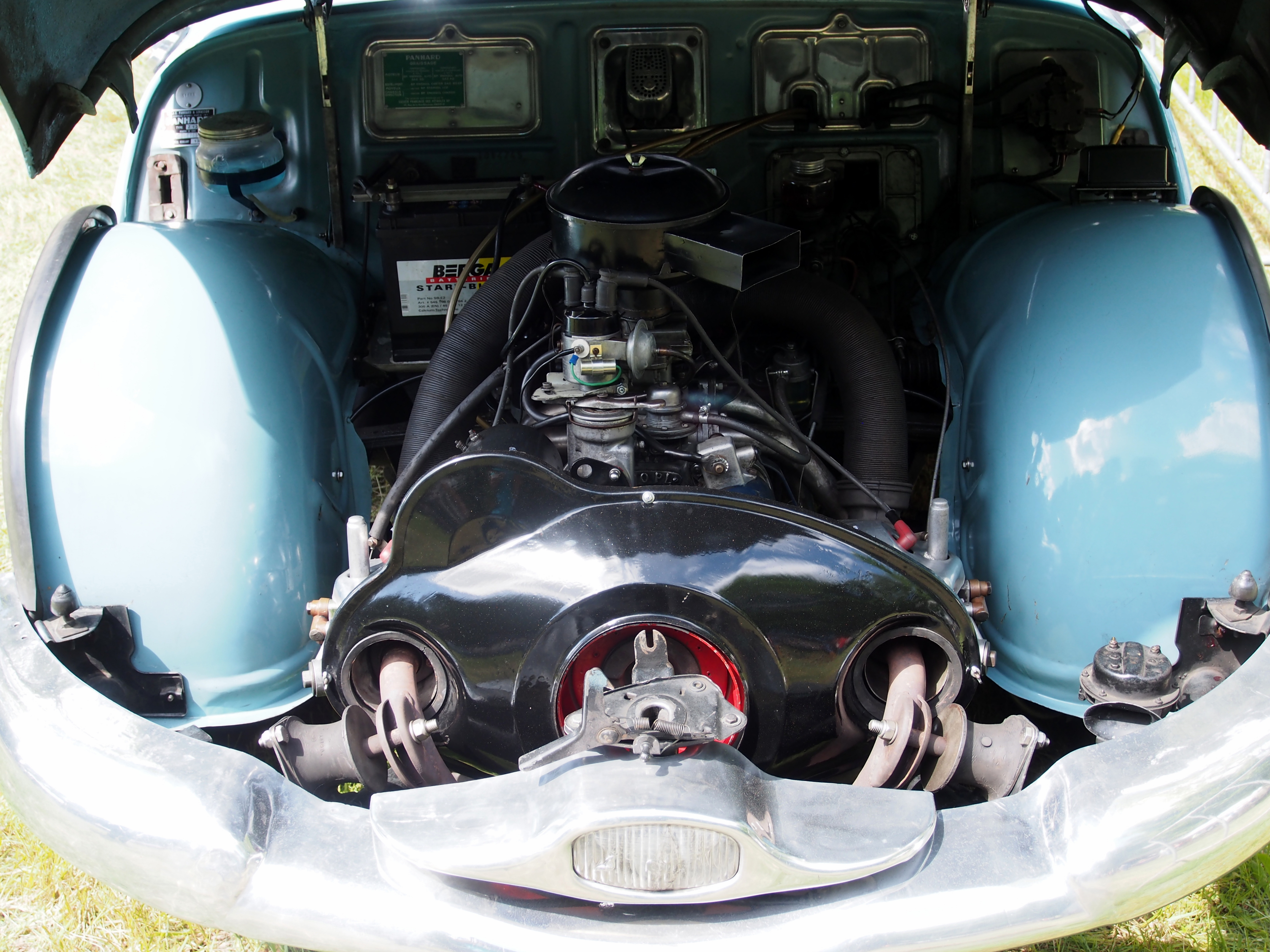
Двигатель.
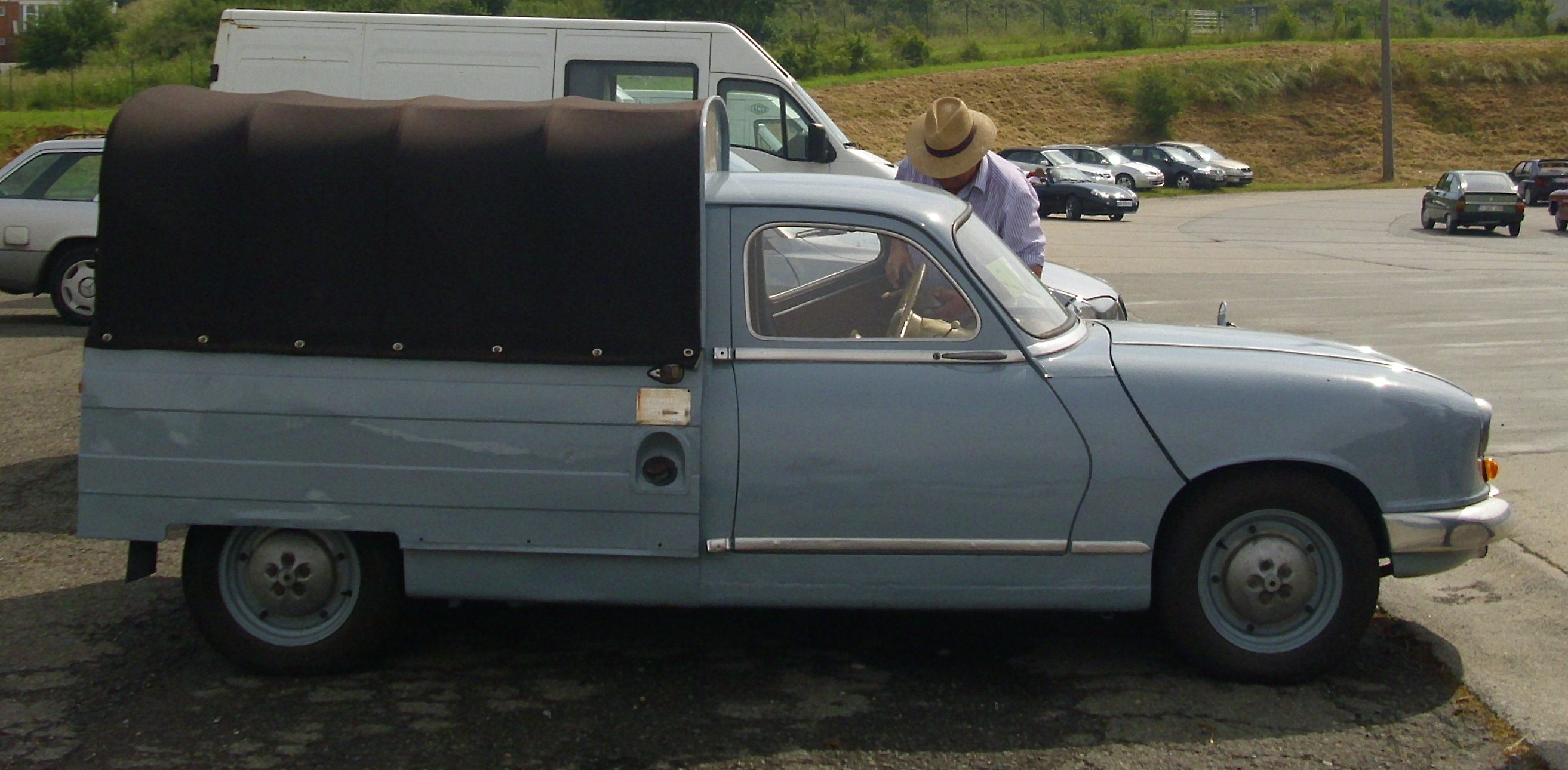
Фургон.
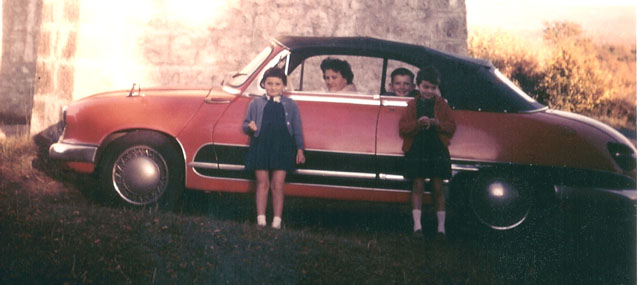
Кабриолет.